# Tangley
Tangley is een civil parish in het bestuurlijke gebied Test Valley, in het Engelse graafschap Hampshire.